# 戲之戰
戲之戰是秦二世元年（前209年）八月起，秦朝反擊張楚政權企圖進攻首都咸陽而進行的戰役。

## 戰前情況
秦二世特別討厭聽到盜賊四起的消息，因此朝中重臣李斯等都不將重要的反叛消息告訴他。
前210年八月，張楚的周文帶領部眾從間道越過函谷關到達戲（今陝西省臨潼縣新豐鎮以東），逼近咸陽，秦二世聽大怒，責怪李斯，說他位為三公，卻讓盜賊如此猖獗。李斯恐慌，但不知如何解決問題，時任少府的章邯提出：“盜已迫近京幾，且為數頗眾。今欲征調近縣兵，猶恐不及，遠縣更無論矣。驪山役徒，為數極眾，請即赦之，授以兵器，用擊楚盜，庶可濟事”，亦即是説：盜賊(起義軍)已迫近京城(咸陽)，人數頗多，若要調集近的縣兵，可能不及，遠的更不用說。在驪山修墓的人，人數亦多，請即赦免他們，授給他們兵器，用作擊退楚軍，即可見效。秦二世同意了他的建議。

## 作戰經過
九月，章邯率領由役徒和奴子臨時編成的部隊向張楚軍隊發起進攻，周文的部隊原來就是烏合之眾，從間道闖入函谷關，並未經過戰鬥，猝遇章邯的進攻，立即大敗，東遁出關，暫屯集於曹陽（今河南省靈寶縣東十四里）。